# Ronan (pjesma Taylor Swift)
"Ronan" je dobrotvorni singl američke kantautorice Taylor Swift, objavljen kao ekskluzivno preuzimanje s iTunes-a 8. rujna 2012. preko Big Machine Recordsa. Stihovi se temelje na blogu Maye Thompson, stanovnice Phoenixa, o njezinom trogodišnjem sinu Ronanu, koji je umro od neuroblastoma 2011. godine. Swift je napisala i producirala pjesmu spajajući citate s bloga, pripisujući Mayi Thompson kao tekstopisac. Sav prihod od prodaje singla doniran je u dobrotvorne svrhe za podizanje svijesti i borbu protiv raka.

## Pozadina
Swift je pjesmu napisala nakon što je pročitala blog Maye Thompson. Thompson je majka trogodišnjeg Ronana Thompsona koji je 2011. preminuo od neuroblastoma. Bio je liječen na Barrow neurološkom institutu u dječjoj bolnici Phoenix. Maya je počela pisati u kolovozu 2010. kada je Ronan dijagnosticiran i nastavila je pisati svoje misli na blogu Rockstar Ronan tijekom devet mjeseci koliko je Ronan patio od bolesti prije nego što je umro u svibnju 2011., samo tri dana prije svog četvrtog rođendana. Maya je prebrodila svoju tugu nastavljajući blog, pišući pisma svom pokojnom sinu dok je skupljala novac i podizala svijest o uzrocima raka kod djece.
Par se upoznao u listopadu 2011., kada je Swift pozvala Mayu na svoj koncert u Glendaleu, Arizona. Napisala je o svojoj reakciji kada joj je Taylor rekla da je napisala pjesmu inspirirana njezinim unosima na blogu, "Moja smirenost ubrzo se pretvorila u potpuni i potpuni smrznuti šok kada su ove riječi izašle iz njezinih usta. Swift navodi Thompsona kao tekstopisca pjesme. Pjesma je puštena u američki iTunes Store nedugo nakon završetka teletona Stand Up to Cancer, a sav prihod od singla ide u dobrotvorne svrhe.

## Nastup uživo
Swift je prvi put izvela pjesmu uživo za Stand Up to Cancer u rujnu 2012., a javno ju je izvela samo još jednom, kada je Maya Thompson prisustvovala stanici Glendale, Arizona Svjetske turneje 1989. 17. kolovoza 2015.

## Ljestvice
| Ljestvice                  | Najviša pozicija |
| -------------------------- | ---------------- |
| Sjedinjene Američke Države | 16               |

## "Ronan (Taylor's Version)"
Swift je ponovno snimila pjesmu "Ronan", s podnaslovom "(Taylor's Version)", za svoj drugi presnimljeni album, Red (Taylor's Version), objavljen 12. studenog 2021. preko Republic Recordsa. Prije ponovnog snimanja, Thompson je potvrdila da je dala dopuštenje za ponovno snimanje. Lyric video za pjesmu potvrđen je putem Thompson putem Twittera 11. studenog 2021., dan prije nego što je album objavljen. Video sadrži slike i kućne video snimke Ronana s Thompsonom, kojoj je Swift dobila od Thompson.